# Standard
Standard (engl.: mjera; pravilo; norma) je mjerilo ili uzorak za usporedbu. Standard je riječ koja ima nekoliko značenja: u klasičnom smislu standard je naziv za zastavu, nacionalnu ili borbenu. U modernom značenju standard je postala "mjera ili kvaliteta koju je uspostavilo neko tijelo ili autoritet, kroz običaje ili koje je prihvatila većina". U tehničkom smislu standard je nešto što se koristi za usporedbu ili mjerilo. Na primjer u međunarodnom sustavu mjernih jedinica za duljinu je standard metar, za težinu kilogram, čuvaju se u posebnim laboratorijima i organizacijama koje se bave sa standardima.

## Norma
Norma (lat.: mjera, pravilo) je sporazumno ustanovljen dokument, odobren od mjerodavnoga tijela, koji za opću uporabu daje pravila, upute, značajke djelovanja, te time jamči najviši stupanj usklađenosti u danim uvjetima. U tehničkoj su primjeni predmeti normiranja proizvodi, postupci ili usluge. Prema tijelima koja su donijela normu i područjima primjene razlikuju se međunarodne norme (ISO - Međunarodna organizacija za standardizaciju), europske norme (EN) i nacionalne norme. Hrvatska norma (zakonom zaštićen naziv i znak HRN) je ona norma koju je prihvatilo hrvatsko nacionalno normirno tijelo, te je dostupna javnosti. Jedan od temeljnih postupaka regionalnih i svjetskih udruga (integracija) usklađivanje je nacionalnih normi s regionalnim i međunarodnim normama.
U tehnici, standard predstavlja obaveznu tehničku normu kojom se definiraju dimenzije, materijali i kvaliteta raznih proizvoda ili postupci ispitivanja, proračunavanja ili ispitivanja kvalitete, odnosno svojstava robe. Propisane su nacionalnim i međunarodnim standardima. U Hrvatskoj, o normizaciji brine Hrvatski Zavod za Normizaciju (HZN), a zadaća mu je između ostaloga, uspostava nacionalnog sustava normi HRN, koje se velikim dijelom definiraju na temelju međunarodnog sustava normi koje propisuje ISO (eng. International Organization for Standardization). Usvajanje Hrvatskih normi provodi se za sada usvajanjem međunarodnih normi u izvornom obliku, prevođenjem tih normi, a tek neznatnim dijelom razvijanjem vlastitih normi. 
U industriji, normizacijom se postiže:
- ujednačenost dimenzija i kvalitete tehničke robe,
- zamjenjivost dijelova,
- izbjegavanje opetovanog konstruiranja elemenata i poluproizvoda koji su jednom već konstruktivno riješeni (ušteda intelektualnog angažmana skupe radne snage),
- jednoznačnost tehničkih detalja pri ugovaranju isporuka i kooperantskih aranžmana i drugo.

U međunarodnim isporukama, ugovorom se definira koji će se standardi, odnosno norme primijeniti pri isporuci. Usaglašenost isporučene tehničke dokumentacije i robe s domaćim standardima i tehničkim propisima kupca provjerava se postupkom takozvane nostrifikacije koju obavlja ovlaštena stručna institucija. Ako su propisi u zemlji kupca strožiji od primijenjenih u izradi tehničke dokmentaciji, dokumentacija i isporučeni objekt moraju se odgovarajuće prilagoditi.

## Vanjske poveznice
|  | Zajednički poslužitelj ima još gradiva o temi Standard |